# Christus-Pavillon

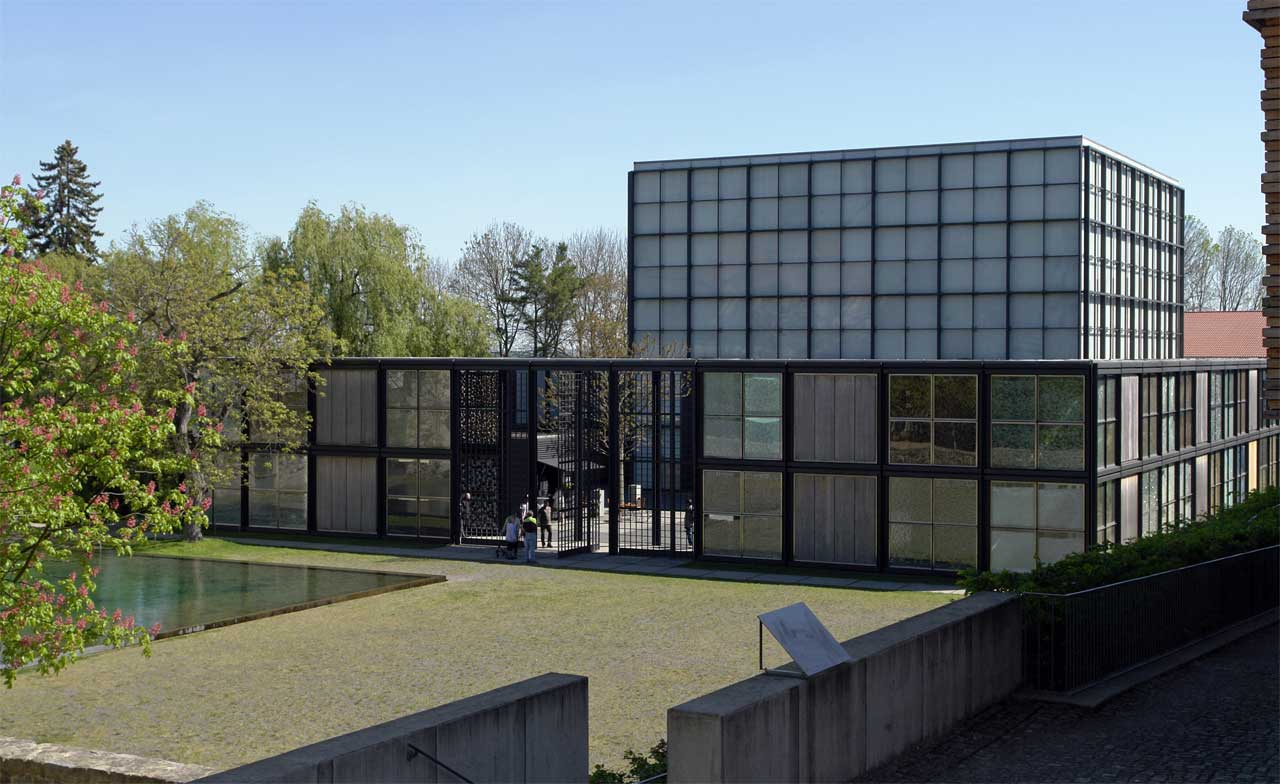
Christus-Pavillon in Volkenroda

Der Christus-Pavillon ist eine Glas-Stahl-Konstruktion des Architekten Meinhard von Gerkan, die für die Expo 2000 in Hannover von der evangelischen und katholischen Kirche errichtet wurde. Im Jahr 2001 wurde sie im Kloster Volkenroda in Thüringen wiedererrichtet und übernimmt die Funktion des nicht mehr erhaltenen Längsschiffs der historischen Klosterkirche.

## Beschreibung

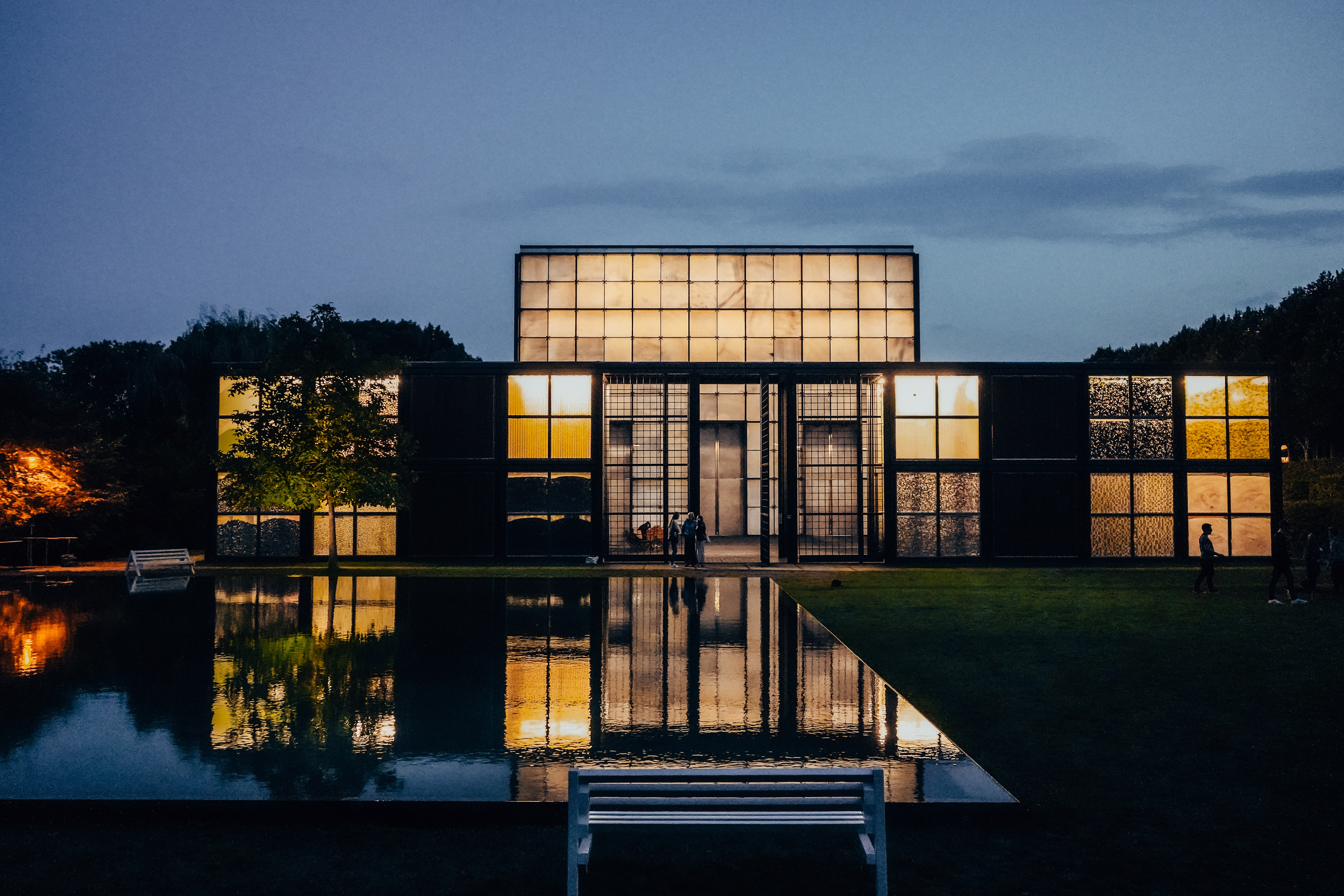
Ansicht mit Wasserfläche zur Blauen Stunde

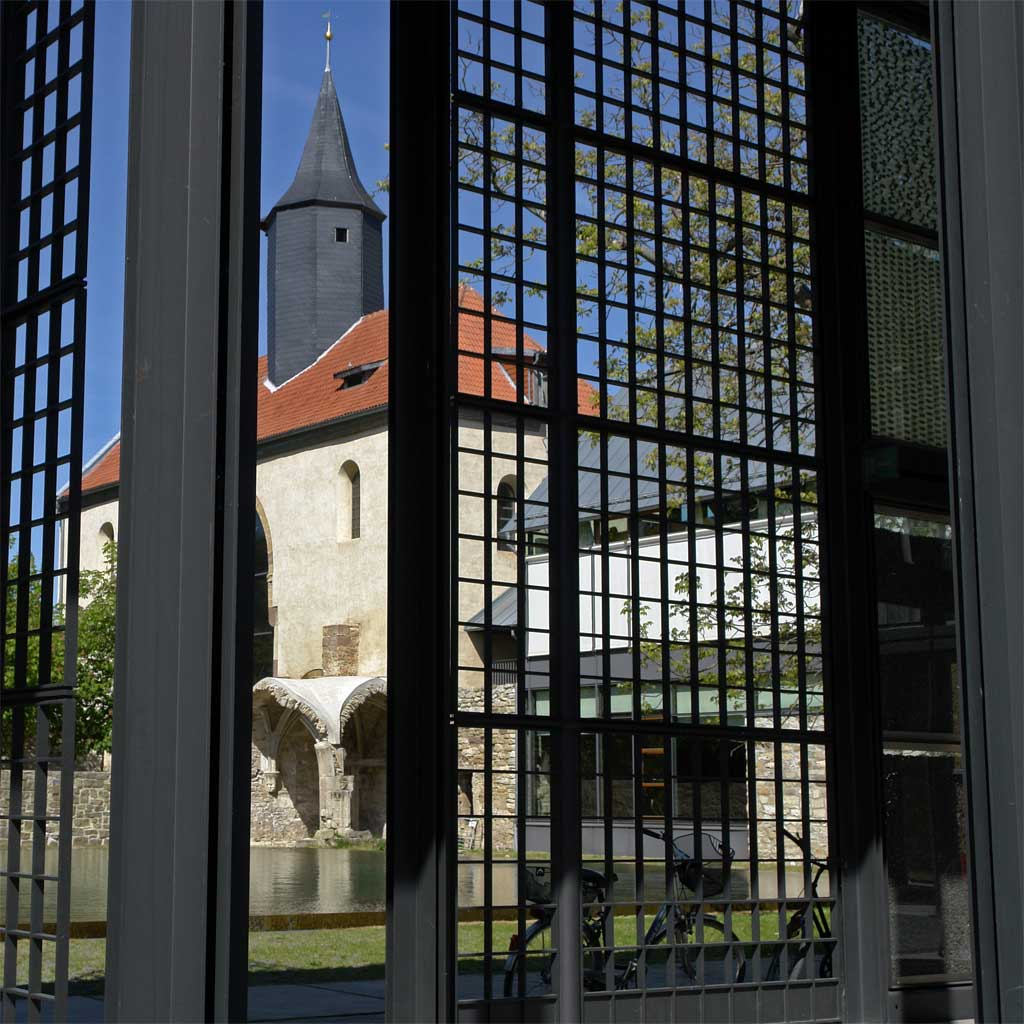
Blick auf die Klosterkirche

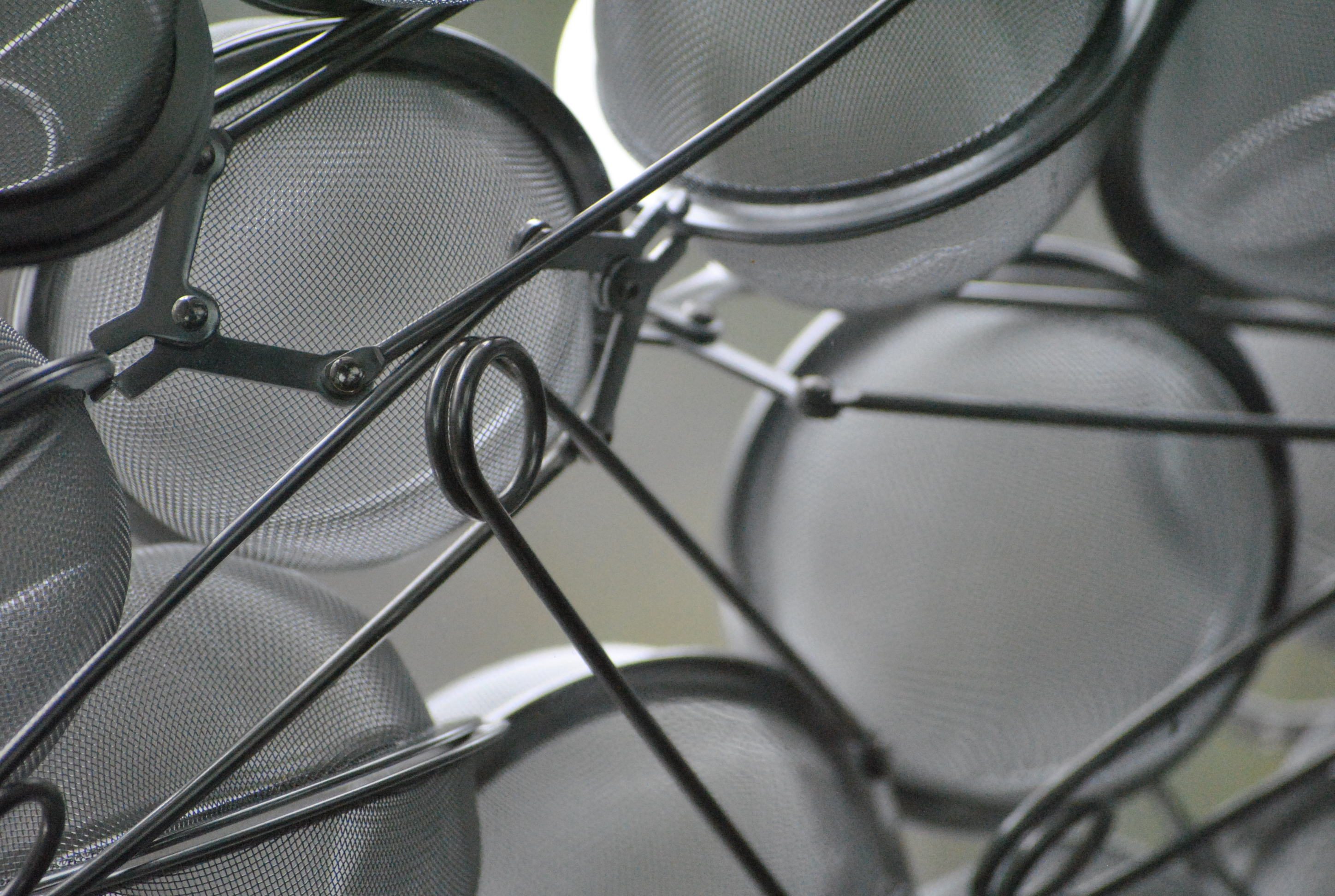
Detail in einem Fenster am Christus-Pavillon

Die Glas-Stahl-Konstruktion orientiert sich an einem Kubus. Der würfelförmige Sakralraum und der Innenhof sind von einem rechteckigen Kreuzgang umgeben. Alle Flächen sind als quadratische, doppelt verglaste Fenster ausgeführt. Diese Fenster sind gefüllt mit Materialien aus Natur und Technik (Motto der EXPO 2000 „Mensch – Natur – Technik“). Sie sind im Kontrast nebeneinandergestellt: Holzscheiben und Zahnräder, Tannenzapfen und Tonbandkassetten, Zucker und Zahnbürsten usw.
So entstehen teilweise transparente Flächen, die je nach Licht und Hintergrund neue Sichtweisen ermöglichen.
Um den Sakralraum gruppieren sich kubische Kapellen. Sie wurden nach der Expo von Andreas Felger gestaltet und stellen zentrale Glaubensaussagen dar.

## Entstehungsgeschichte
Bereits in der Wiedervereinigung Deutschlands wurde mit dem Wiederaufbau der nur noch in Resten erhaltenen Klosteranlage begonnen. Zum 1. Januar 1994 ging das ehemalige Klostergelände in den Besitz der Jesus-Bruderschaft Gnadenthal über. Zum Wiederaufbauplan gehörte das Vorhaben, die alte Klosterkirche zu restaurieren und zu ergänzen. So wurden in den folgenden Jahren Chorraum und Querarme in zisterziensischer Schlichtheit wiederhergestellt, die Seitenapsiden und das Konventgebäude in moderner Stahl-Glas-Bauweise neu aufgebaut. Sponsoren waren die Stahl- und Glasindustrie, daher nur diese beiden Baustoffe. Beauftragter Architekt hierfür war Günther Hornschuh. In gleicher Weise sollte das nicht mehr erhaltene Längsschiff der Kirche und der zerstörte Kreuzgang neu errichtet werden.
Von Volkenroda aus wurde 1163 das Zisterzienserkloster Kloster Loccum gegründet. Daher wandte sich die Jesus-Bruderschaft Gnadenthal an Abt, Prior und Konvent dieses seit über 400 Jahren lutherischen Klosters in der Evangelischen Lutherischen Landeskirche Hannovers mit der Anfrage um Unterstützung, Sponsoren für den Wiederaufbau von Klosterkirche und Kreuzgang in Volkenroda zu gewinnen. Diese Anfrage traf mitten in die Diskussion des Jahres 1996, wie der Beitrag der christlichen Kirchen auf der Weltausstellung EXPO 2000 in Hannover aussehen könnte. Es hat sich daraus der ungewöhnliche Plan entwickelt, einen Kirchenbau für Volkenroda zuerst als christlichen Pavillon auf der EXPO 2000 zu errichten, um ihn anschließend nach Volkenroda zu translozieren und dort dauerhaft nachzunutzen. Für dieses Vorhaben wurde ein Architektenwettbewerb ausgeschrieben mit drei Vorgaben:
- Kirchenbau mit Kreuzgang
- Baumaterial Stahl und Glas
- übertragbar nach Volkenroda

Der erste Preis des Wettbewerbs ging an die Architekten Meinhard von Gerkan und Joachim Zais des Hamburger Architekturbüros gmp. Sie überzeugten mit einem genial einfachen Entwurf. Unter ihrer Leitung wurde der Christus-Pavillon in Hannover aufgebaut und zum Beginn der Weltausstellung eingeweiht.
„Der Christus-Pavillon - die EXPO-Kirche - gemeinsam verantwortet von der Evangelischen Kirche in Deutschland und der evangelischen lutherischen Landeskirche Hannovers und dem Bistum Hildesheim - gibt dem Willen und der Bereitschaft der evangelischen und katholischen Christen in Deutschland Ausdruck, den Besuchern der Weltausstellung die gemeinsame Vision eines auf Glaube, Hoffnung und Liebe gegründeten Lebens in der Welt von heute vor Augen zu führen.“ (Horst Hirschler)
Vor der Translozierung nach Volkenroda gehörte der Christus Pavillon in Hannover kirchlich (Erstellung von Urkunden bei Taufen und so weiter) zum Gemeindebezirk des Evangelischen Kirchenzentrum Kronsberg der St.-Johannis-Kirchengemeinde Bemerode.

## Gang durch den Christus-Pavillon
Die heutigen Besucher betreten das Gelände über eine Eingangsplattform im Westen der alten Klosterkirche. Sie blicken auf eine Kastanienallee, die das zerstörte und abgebrannte Längsschiff markiert, eine Stahlplatte erläutert den Lageplan des ehemaligen Klosters. Langsam abfallende, mit Hainbuchenhecken umrahmte Rampen führen hinunter auf das Niveau des Christus-Pavillons.

## Filme
- Dokumentation Sakrale Bauten, Teil 3, 28 min., arte, 24. Juli 2011